# Kiwi (merk)

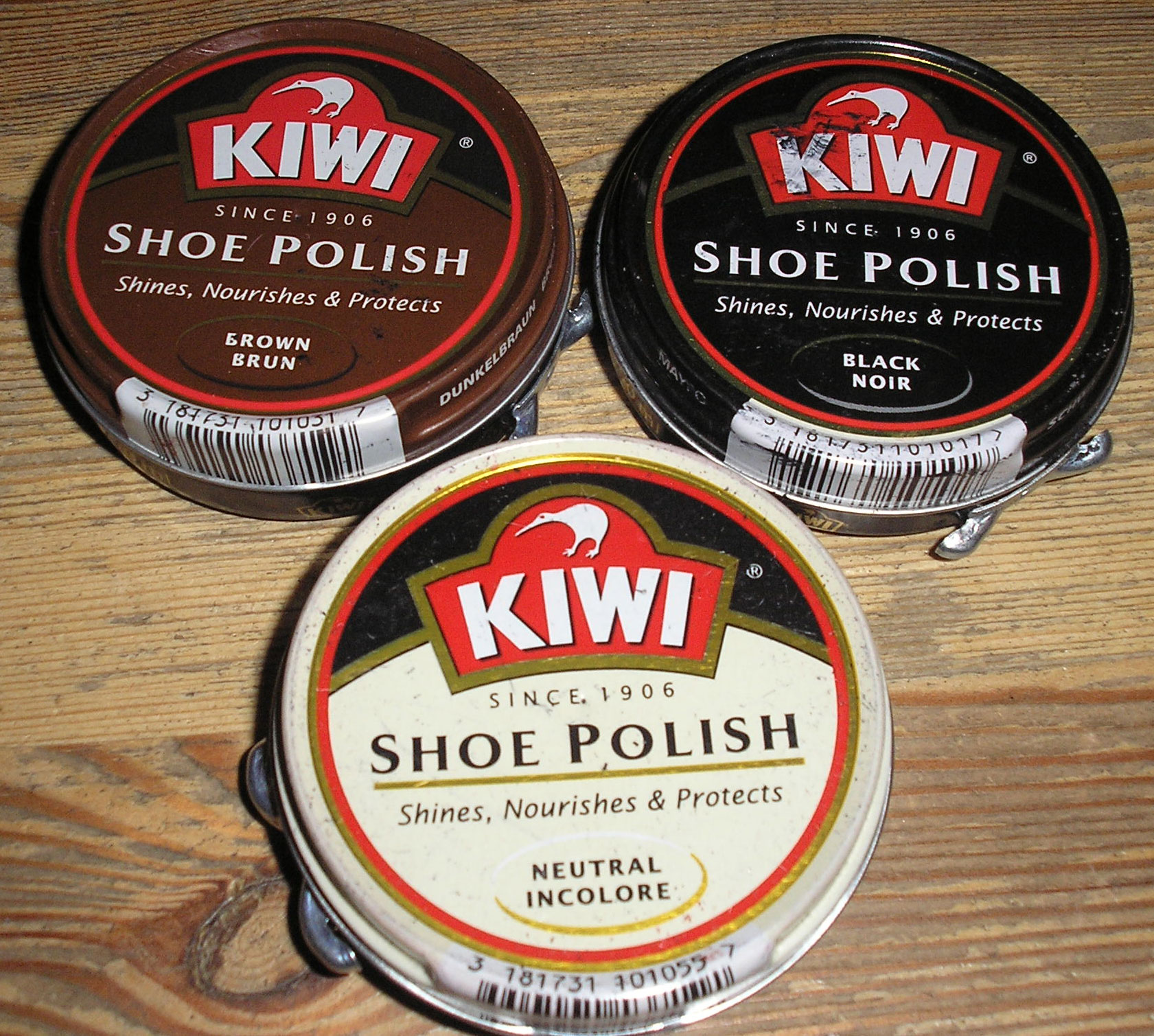
Bruine, zwarte en transparante Kiwi-schoensmeer

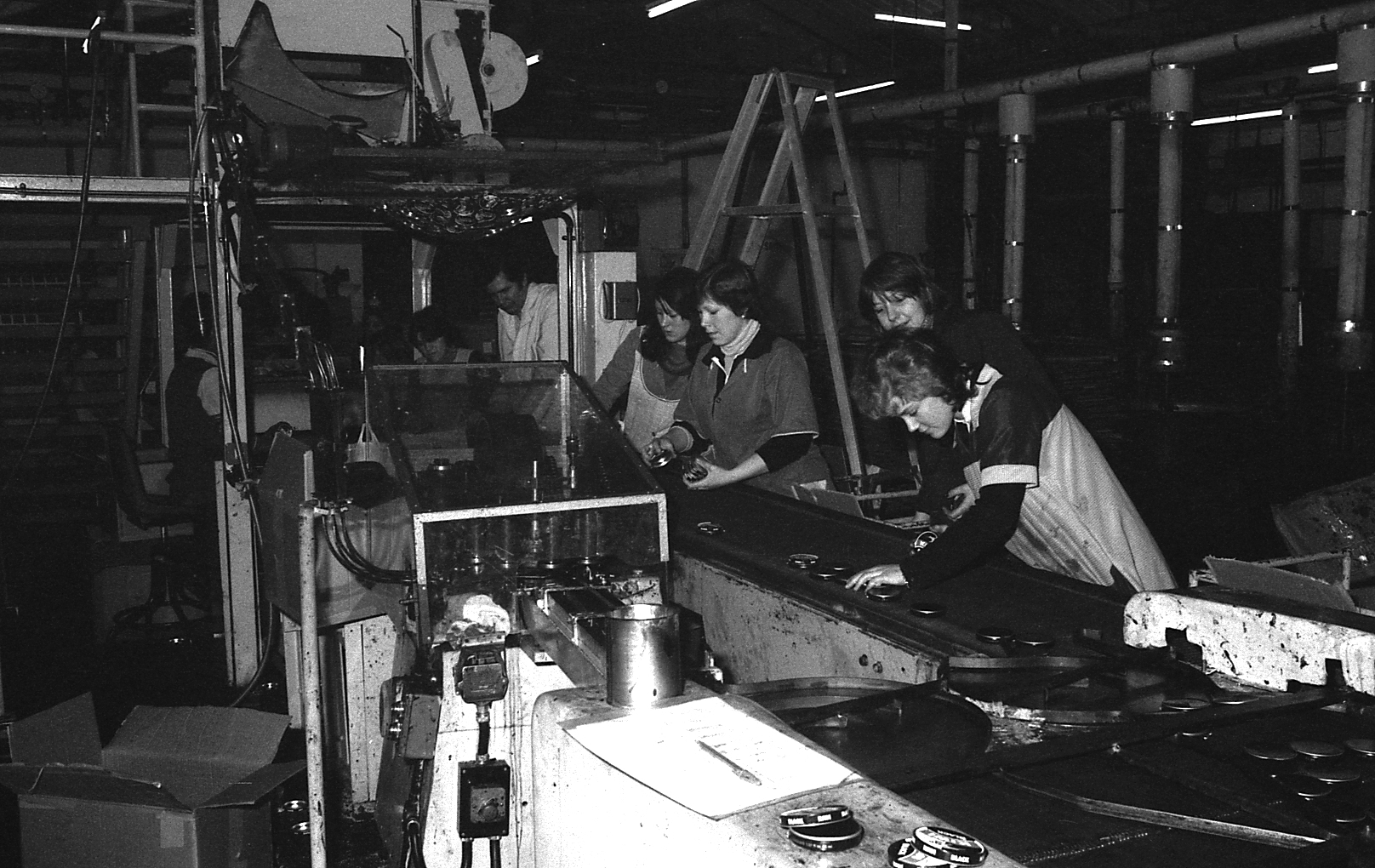
Kiwi productielijn in het Verenigd Koninkrijk (1972)

Kiwi is een handelsmerk van schoensmeer van de multinational Sara Lee Corporation. Het is van oorsprong Australisch. Kiwi is eigendom van S.C. Johnson.
Het bedrijf werd in 1906 opgericht in Australië door William Ramsay. Ramsay was een van oorsprong Schotse uitvinder. De merknaam Kiwi koos hij als eerbetoon aan zijn vrouw Annie Elizabeth Meek Ramsay, die afkomstig was uit Nieuw-Zeeland. Kiwi is de bijnaam voor mensen uit Nieuw-Zeeland. De vogel in het logo is ook een kiwi.
Het merk werd internationaal bekend toen het in de Tweede Wereldoorlog door het Britse en Amerikaanse leger werd ingekocht. In 1984 werd Kiwi overgenomen door Sara Lee. Het is een sterk merk in het Verenigd Koninkrijk en de Verenigde Staten. In Amerika had het in 2004 een marktaandeel van 65%. Kiwi-schoensmeer wordt in meer dan 200 landen verkocht.